# Jules Nadi
Pour les articles homonymes, voir Nadi.
Jules Camille Victor Pomaret, dit Jules Nadi (anagramme du second prénom de sa femme, Dina), né à Valence le 19 mai 1872 et mort à Paris le 7 novembre 1928, est un homme politique français.

## Biographie
Jules Nadi est issu d'un milieu modeste. Son père, conducteur aux Ponts et chaussées, est mort quand il avait sept ans. Après ses études à l'école primaire, puis à l'école primaire supérieure de Valence, Jules Nadi est employé de mairie. En 1901, il est promu chef de l'octroi à Romans, ville voisine de Valence.

## Carrière politique
Il s'engage en politique à vingt-six ans, adhérant au Parti ouvrier français de Jules Guesde. Il dirige à Valence la revue littéraire L'Œuvre. Il quitte le POF dès 1900, n'éprouvant aucune attirance pour le marxisme et considérant le socialisme comme « la République intégrale ». Il préfère créer des groupes socialistes autonomes, et militer au sein de Ligue des droits de l'homme, de la libre-pensée et de la franc-maçonnerie. En 1905, il fonde la loge de Saint-Vallier.
En 1903, sa fédération autonome (Drôme et Ardèche) rejoint le Parti socialiste français de Jean Jaurès. Deux ans plus tard, Jules Nadi participe au congrès constitutif de la Section française de l'Internationale ouvrière et devient secrétaire de la fédération locale.
En 1907, le nouveau maire de Romans, le Docteur Ernest Gailly, obtient de Joseph Caillaux la révocation de Jules Nadi. Celui-ci décide alors de s'investir pleinement en politique, même après l'arrêté du Conseil d'État le réintégrant dans la fonction publique. En 1910, il est élu conseiller général, puis député en 1914, contre le maire de Romans, qui lui avait fait perdre son poste sept ans plus tôt.
En 1919, Jules Nadi est réélu sur une liste SFIO. Il devient également conseiller général de Romans, poste qu'il occupe jusqu'à sa mort, battant en 1925 le Dr Gailly. Lors du congrès de Tours, il choisit, non sans réticences le Parti communiste, mais n'y reste que deux ans, rebuté par le bolchevisme, et notamment par l'obligation de quitter la franc-maçonnerie. Il retourne à la SFIO et affiche un solide anticommunisme. Il est de nouveau réélu député, en 1924, sur une liste commune SFIO-Parti radical et en 1928, au scrutin majoritaire.
En 1919, Nadi avait également été élu maire de Romans. Il met en place un socialisme municipal, s'attachant notamment à la construction de logements pour les ouvriers. Il réaménage ainsi une ancienne caserne, d'anciens bâtiments religieux, et fait construire la cité-jardin qui porte aujourd'hui son nom, et qui est inaugurée le 28 octobre 1928 par le ministre Louis Loucheur. En matière de protection sociale, il crée en 1921 un bureau gratuit de placement et une caisse d'assurances pour les ouvriers. Il crée un centre gratuit de consultations prénatales, un dispensaire antituberculeux, un centre de consultation contre les maladies sexuellement transmissibles, des bains-douches publics. Il fait construire le Parc des sports et restaurer les bâtiments de la mairie. Fidèle à la Libre pensée, il accorde des subventions aux œuvres laïques et leur prête des locaux municipaux.
Son influence personnelle permet à la SFIO de compenser la prépondérance de la CGTU, syndicat communiste, à la Bourse du travail de Romans. À sa mort, le journal local Le Jacquemart, organe de la droite locale, qui l'avait combattu dès le début, lui rend hommage.

## Publications
- L'Affranchi, roman social, impr. de C. Chatagneret (Valence) 1902[2].